# Sân vận động Alphonse Massemba-Débat
Sân vận động Alphonse Massemba-Débat (tiếng Pháp: Stade Alphonse Massemba-Débat; tên chính thức là Sân vận động Cách mạng) là một sân vận động ở Brazzaville, Cộng hòa Congo. Đây là sân vận động quốc gia của Cộng hòa Congo. Sân được sử dụng cho các trận đấu bóng đá và cũng có đường chạy điền kinh và sân bóng ném. Sân đã tổ chức các trận đấu trên sân nhà của CARA Brazzaville và Étoile du Congo. Sân có sức chứa 33.037 người. Đây là địa điểm tổ chức Đại hội Thể thao châu Phi 1965 và Giải vô địch điền kinh châu Phi 2004.